# Mèo Pixie-bob
Mèo Pixie-bob là một giống mèo nhà được cho là dòng dõi của giống lai mèo cụt đuôi tạp chủng trong tự nhiên. Tuy nhiên việc xét nghiệm DNA đã không phát hiện được gen điển hình của giống mèo cụt đuôi và Pixie-bob được coi là mèo nhà vì mục đích sở hữu, đăng ký, nhập khẩu và xuất khẩu mèo của những người yêu chuộng chúng.

## Lịch sử
Vào mùa xuân năm 1985, Carol Ann Brewer đã mua một con mèo đực độc đáo với một bộ lông có đốm, một cái đuôi ngắn và bàn chân bị tật nhiều ngón (polydactyl) gần địa điểm Mount Baker, Washington. Vào tháng 1 năm 1986, cô giải cứu một con mèo đực khác tên là Keba, nó là một con mèo có kích thước rất lớn và có một cái đuôi cụt. Keba được cho là do một con mèo cụt đuôi sinh ra. Trong khi con mèo này đang đói, nó vẫn nặng 17 cân Anh và có chiều cao đến đầu gối của Brewer. Một thời gian ngắn sau khi cô sở hữu con mèo đực có kích thước lớn này, nó giao phối một con mèo cái màu nâu có đốm của hàng xóm. Vào tháng 4 năm 1986, một lứa các con mèo con được sinh ra từ việc giao phối của chúng. Brewer cuối cùng đã giữ một trong những chú mèo con, đặt tên là "Pixie", và sau một năm, Brewer bắt đầu một chương trình nhân giống, lấy Pixie làm con mèo nền tảng của chương trình.